# Landerrouet-sur-Ségur
Landerrouet-sur-Ségur é uma comuna francesa na região administrativa da Nova Aquitânia, no departamento da Gironda. Estende-se por uma área de 3,11 km². Em 2010 a comuna tinha 98 habitantes (densidade: 31,5 hab./km²).